# Funastrum refractum
Funastrum refractum är en oleanderväxtart som beskrevs av Rudolf Schlechter. Funastrum refractum ingår i släktet Funastrum och familjen oleanderväxter. Inga underarter finns listade i Catalogue of Life.